# Nereis albipes
Nereis albipes är en ringmaskart som beskrevs av Grube 1873. Nereis albipes ingår i släktet Nereis och familjen Nereididae. Inga underarter finns listade i Catalogue of Life.